# چشمه‌علی (قم)
چشمه علی، روستایی است از توابع بخش سلفچگان شهرستان قم در استان قم ایران.

## جمعیت
این روستا در دهستان نیزار و در ۵۰ کیلومتری شهرستان قم قرار دارد و براساس سرشماری مرکز آمار ایران در سال ۱۳۸۵، جمعیت آن ۲۰۳ نفر (۵۹ خانوار) بوده‌است.